# Wirbelsturm
Wirbelsturm – kryptonim niemieckiej operacji przeciwpartyzanckiej przeprowadzonej 15-21 lipca 1944 roku na Lubelszczyźnie.
Brało w niej udział 9-tysięczne zgrupowanie 3 batalionu 25 pułku Policji SS, dywizjon i szwadron kawalerii Policji SS, 3 zmotoryzowane plutony żandarmerii, 2 grupy bojowe(w tym jedna z obozu szkoleniowego SS w Trawnikach) oraz Korpus Kawalerii Kałmuckiej(wszedł do działań 18-19.07). Objęła ona rejon Lublina, Radzynia Podlaskiego i Włodawy.
W okrążeniu znalazły się wówczas 27 Wołyńska DP AK(ok. 3,5 tys. żołnierzy), oddziały AL liczące ok. 1 tys. żołnierzy – część 2 Brygady im. Hołoda, część 3 Północnolubelskiej Brygady, część Brygady AL im. Tadeusza Kościuszki, 3 Brygada PszP(Polskiego Sztabu Partyzanckiego) ze zgrupowania „Jeszcze Polska nie zginęła” (w jej składzie również oddział BCh im. Ziemi Lubelskiej) i oddziały partyzantki radzieckiej płk. Iwana Banowa „Czornego”, gen. Siemiona Baranowskiego i kpt. „Biełowa” (ok. 3,5 tys. partyzantów).
W nocy z 18 na 19 lipca zgrupowanie Armii Krajowej przedarło się przez pozycje niemieckie i wydostało z okrążenia. Następnej nocy podobny manewr usiłowały wykonać oddziały komunistyczne. Udało się to jedynie partyzantom radzieckim oraz jednej grupie żołnierzy Armii Ludowej. Przebijające się na południe główne siły zgrupowania Armii Ludowej zostały powstrzymane w rejonie Jedlanki i zmuszone były zawrócić. Część z nich przedarła się przez pozycje niemieckie w nocy z 20 na 21 lipca, większość jednak pozostała w okrążeniu do 21 lipca, kiedy to nadciągające od południowego wschodu oddziały 11 Korpusu Pancernego Gwardii 1 Frontu Białoruskiego zmusiły Niemców do przerwania operacji „Wirbelsturm” i pospiesznego wycofania się w kierunku zachodnim.